# Kurt Lindeman
Kurt Evald Rolf Lindeman (Helsinki, 1º gennaio 1932) è un ex pentatleta finlandese.

## Palmarès
In carriera ha conseguito i seguenti risultati:
- Mondiali:

Aldershot 1958: argento nel pentathlon moderno individuale e bronzo a squadre.